# Rynninge, Örebro

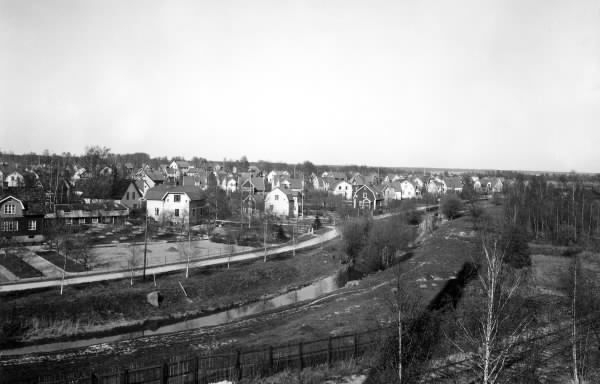
Rynninge c:a 1930. Lillån i förgrunden.

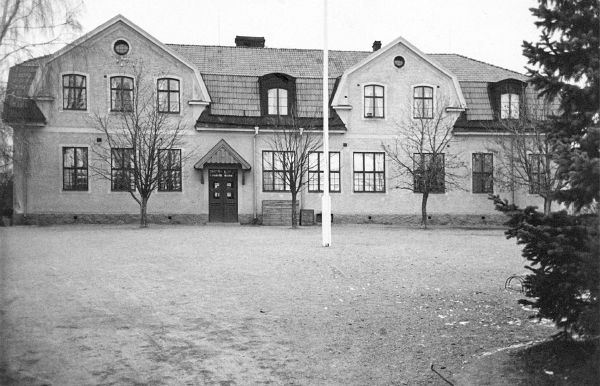
Rynninge skola, Torsvägen 5, på 1940-talet.

Rynninge är en stadsdel i nordöstra delen av Örebro. Före 1937 tillhörde området Längbro landskommun. Området ligger invid Lillån och gränsar till Rynningevikens naturreservat. Nära beläget är också det nedlagda regementet Livregementets grenadjärer (I 3), som idag har omvandlats till bostadsområdet Grenadjärstaden. Bostadsområdet Rynningeåsen ligger också nära.

## Historik
Rynninge nämns för första gången i slutet av 1100-talet i jarlen Birger Brosas testamente. Rynninge nämns även i ett testamente från 1322 då gården Alna och Rynninge (där benämnd Runinge) testamenterades till Riseberga kloster. Vid reformationen indrogs Rynninge by till Kronan. Då fanns tre gårdar, varav två var anslagna till Örebro hospital. Den tredje var kyrkoherdens i Örebro lönejord. På Gabriel Torings karta från 1688 kallas byn Rönninge. I början av 1900-talet överfördes de tidigare till hospitalet knutna gårdarna åter till Kronan och tilldelades det nybildade Livregementet till fot med övningsplats i Sannahed. Det tredje hemmanet, Södra Rynninge (Rynninge nr 3), såldes på auktion för att bebyggas med bostäder .

## Rynninge egna hem
Tillkomsten av egnahemsföreningen berodde till stor del på att SJ:s centrala verkstäder (CV) förlades till Örebro år 1898. Maskindirektören på CV uppmanade arbetarna att köpa in jord till en egnahemsförening. Föreningen grundades år 1903, och det aktuella området inköptes av föreningen år 1908. Jordområdet delades i 233 tomter. Redan på hösten 1908 flyttade de första boende in i sina nya hus .

## Rynninge Folkets Park
Rynninge Folkets Park är tillsammans med Ställdalens den äldsta i länet med startår 1902. År 1934 flyttade folkparken till Brunnsparken i Adolfsberg .